# Unreal Tournament 2003
Unreal Tournament 2003, También conocido como UT2003, es el segundo videojuego multijugador de la saga Unreal.
Fue lanzado para MacOS, Windows, y Linux, junto a una versión muy similar para Xbox llamada Unreal Championship, básicamente era el mismo juego, pero con unas pequeñas diferencias, como que en la versión de PC se puede instalar mods, mapas y utilidades algo que en la versión de Xbox carecía.
En comparación con su antecesor, algunos modos de juegos siguen menos Asalto (que reapareció en el siguiente título, Unreal Tournament 2004) y Dominación que fue cambiado por Doble Dominación (sus reglas también cambian). Se introducen nuevas armas y se eliminan otras, pero la gran mayoría siguen siendo las mismas de siempre solo que cambia su aspecto físico. Los agentes Mutágenos siguen en pie en esta versión junto con uno de los más famosos que es el InstaGib. Aparecen nuevas versiones de mapas que pasaron por la versión anterior del Unreal.

## Modos de Juego
Los modos de juego son los siguientes:
1. Death Match (DM): Aquí todos los jugadores son contrincantes, es el clásico Todos contra todos.
2. Death Match por equipos: Es el mismo que el anterior solo que en equipos.
3. Capture the Flag (CTF): Tienes que robar la bandera enemiga y llevarla a tu base, de esa forma un equipo gana los puntos.
4. Bombing Run (BR): La carrera de bombardeo consta de llevar una pelota hasta el arco enemigo, pero el que porta la pelota no puede usar armas en ese momento por lo tanto es vulnerable al ataque del equipo contrario.
5. Double Domination (DOM): En este modo el equipo tiene que controlar los dos puntos que se encuentran en el mapa (A y B), de esta forma cuando un equipo tiene bajo su control ambos puntos por un periodo de 10 segundos sin ser interrumpidos por el equipo contrario, este ganara el punto a su favor.

Cabe destacar que para los modos DM y DOM por equipos, en el sector de Reglas se puede configurar para jugar partidas con "Limite de muertes", "Tiempo" o "Limite de vidas" que sería el antiguo Último Hombre en Pie del UT99.

## Listado de Mapas[8]
- DM-Asbestos
- DM-Compressed
- DM-Curse3 (nueva versión del Curse)
- DM-Flux2
- DM-Gael
- DM-Inferno
- DM-Insidious
- DM-Leviathan
- DM-Oceanic
- DM-Phobos 2 (nueva versión del Phobos)
- DM-Plunge
- DM-Serpentine
- DM-Tokara Forest
- DM-Training Day
- CTF-Chrome
- CTF-Citadel
- CTF-December
- CTF-Face3 (nueva versión del clásico Face, que luego el primero vuelve aparecer en el UT2004)
- CTF-Geothermal
- CTF-Lostfaith
- CTF-Magma
- CTF-Maul
- CTF-Orbital 2 (Nueva versión del Orbital)
- BR-Anubis
- BR-Bifrost
- BR-Disclosure
- BR-Ice Fields
- BR-Skyline
- BR-Slaughterhouse
- BR-Twin Tombs
- DOM-Core
- DOM-Outrigger
- DOM-Ruination
- DOM-Scorched Earth
- DOM-Sepukku Gorge
- DOM-Sun Temple

## Curiosidades
- Aparecen de nuevo Malcom, Brock y Lauren. Estos estaban en el UT99.
- Torch tiene un aire a Arkon (personaje del UT99).
- Siempre dos personajes se parecen, ejemplo: Diva y Memphis; Remulus y Remus; Cannonball y Arclite.
- Similitudes con mapas de ambas versiones si llevar el mismo nombre: Plunge y Morpheus; Gael y Fractal; Sun Temple y Tomb of Sesmar; December y November.